# Simsonia tasmanica
Simsonia tasmanica là một loài bọ cánh cứng trong họ Elmidae. Loài này được Blackburn miêu tả khoa học năm 1894.